# Stade Barema Bocoum
Het Stade Baréma Bocoum is een multifunctioneel stadion in Mopti, Mali. Het stadion wordt vooral gebruikt voor voetbalwedstrijden. De voetbalclub Débo Mopti speelt in dit stadion zijn thuiswedstrijden. 

## Afrikaans kampioenschap voetbal 2002
In 2002 werden in dit stadion voetbalwedstrijden voor de Afrika Cup van dat jaar gespeeld. In dit stadion werden 2 groepswedstrijden en de troostfinale gespeeld.
| № | Datum           | Wedstrijd            | Uitslag | Afrika Cup 2002 | Toeschouwers |
| - | --------------- | -------------------- | ------- | --------------- | ------------ |
| 1 | 28 januari 2002 | Liberia – Nigeria    | 0 – 1   | Groepsfase      | 9.000        |
| 2 | 30 januari 2002 | Burkina Faso – Ghana | 1 – 2   | Groepsfase      | 15.000       |
| 3 | 9 februari 2002 | Nigeria – Mali       | 1 – 0   | Troostfinale    | 15.000       |